# Platja de Can Pere Antoni
La platja de Can Pere Antoni és una platja de sorra del municipi de Palma, situada als barris de Foners i de Can Pere Antoni. És la platja més propera al centre de Palma, fet que provoca que sigui molt concorreguda per banyistes locals i tingui una afluència massiva de gent durant l'estiu. La platja està protegida a banda i banda per dos espigons i té una longitud total de 750 metres i una amplada de 30. S'hi accedeix a través de l'Avinguda Gabriel Roca (Ma-19) i presenta tota mena de serveis i accessos per a persones amb diversitat funcional.